# 玛丽亚·希利夫卡
玛丽亚·希利夫卡（波蘭語：Maria Śliwka，1935年12月7日—1997年3月30日），波兰前女子排球运动员。她曾代表波兰国家队参加1964年夏季奥林匹克运动会排球比赛，获得一枚铜牌。